# Giro Next Gen
Giro Ciclistico d’Italia, znany również jako Baby Giro lub Girobio – wieloetapowy wyścig kolarski rozgrywany od 1970 we Włoszech. 
Wyścig nazywany jest „młodzieżowym Giro d’Italia”.

## Zwycięzcy
Opracowano na podstawie:
| Rok  | Pierwsze                 | Drugie                     | Trzecie             |
| ---- | ------------------------ | -------------------------- | ------------------- |
| 1970 | Giancarlo Bellini        | Armando Topi               | Mario Giaccone      |
| 1971 | Francesco Moser          | Giuseppe Perletto          | Jean-Pierre Guitard |
| 1972 | Giovanni Battaglin       | Walter Riccomi             | Giampaolo Flamini   |
| 1973 | Gianbattista Baronchelli | Giovanni Martella          | Bernard Bourreau    |
| 1974 | Leone Pizzini            | Gonzalo Marín              | Norberto Cáceres    |
| 1975 | Ruggero Gialdini         | Amilcare Sgalbazzi         | Franco Conti        |
| 1976 | Franco Conti             | Roberto Ceruti             | Giovanni Fedrigo    |
| 1977 | Claudio Corti            | Alf Segersäll              | Luciano Donati      |
| 1978 | Fausto Stiz              | Alessandro Pozzi           | Giovanni Fedrigo    |
| 1979 | Alf Segersäll            | Fiorenzo Aliverti          | Giovanni Fedrigo    |
| 1980 | Giovanni Fedrigo         | Alessandro Paganessi       | Emanuele Bombini    |
| 1981 | Sergei Woronin           | Siergiej Kadacki           | Giovanni Fedrigo    |
| 1982 | Francesco Cesarini       | Carlos Siachoque           | Roberto Cugole      |
| 1983 | Władimir Wołoszyn        | Federico Longo             | Wiktor Demidenko    |
| 1984 | Pēteris Ugrjumovs        | Siergiej Gawriłko          | Stefano Colagè      |
| 1985 | Sergei Uslamin           | Luděk Štyks                | Gianni Bugno        |
| 1986 | Aleksandr Krasnow        | Massimo Podenzana          | Stefano Bianchini   |
| 1988 | Dmitrij Konyszew         | Władimir Pulnikow          | Pēteris Ugrjumovs   |
| 1989 | Andriej Tietieriuk       | Stefano Zanini             | Stefano Cattai      |
| 1990 | Wladimir Belli           | Ivan Gotti                 | Marco Pantani       |
| 1991 | Francesco Casagrande     | Marco Pantani              | Giuseppe Guerini    |
| 1992 | Marco Pantani            | Vincenzo Galati            | Andrea Noé          |
| 1993 | Gilberto Simoni          | Marco Milesi               | Michele Poser       |
| 1994 | Leonardo Piepoli         | Ruggero Borghi             | Francesco Secchiari |
| 1995 | Giuseppe Di Grande       | Daniele Sgnaolin           | Marco Fincato       |
| 1996 | Roberto Sgambelluri      | Filippo Baldo              | Oscar Mason         |
| 1997 | Oscar Mason              | Filippo Baldo              | Ruslan Ivanov       |
| 1998 | Danilo Di Luca           | Massimo Cigana             | Paolo Tiralongo     |
| 1999 | Tadej Valjavec           | Angelo Lopeboselli         | Fabio Marchesin     |
| 2000 | Raffaele Ferrara         | Franco Pellizotti          | Renzo Mazzoleni     |
| 2001 | Davide Frattini          | Andris Reiss               | Dienis Bondarienko  |
| 2002 | Giuseppe Muraglia        | Joseba Albizu              | Scott Davis         |
| 2003 | Dainius Kairelis         | Paolo Bailetti             | Daniele Masolino    |
| 2004 | Marco Marzano            | Alessandro Bertuola        | Domenico Pozzovivo  |
| 2006 | Dario Cataldo            | Dmytro Hrabowski           | Matthew Lloyd       |
| 2009 | Cayetano Sarmiento       | Manuele Caddeo             | Peter Kennaugh      |
| 2010 | Carlos Betancur          | Edward Beltrán             | Antonio Santoro     |
| 2011 | Mattia Cattaneo          | Winner Anacona             | Stefano Agostini    |
| 2012 | Joe Dombrowski           | Fabio Aru                  | Pierre-Paolo Penasa |
| 2017 | Pawieł Siwakow           | Lucas Hamilton             | Jai Hindley         |
| 2018 | Aleksandr Własow         | João Almeida               | Robert Stannard     |
| 2019 | Andrés Camilo Ardila     | Einer Rubio                | Juan Diego Alba     |
| 2020 | Thomas Pidcock           | Henri Vandenabeele         | Kevin Colleoni      |
| 2021 | Juan Ayuso               | Tobias Halland Johannessen | Henri Vandenabeele  |
| 2022 | Leo Hayter               | Lennert Van Eetvelt        | Lenny Martinez      |
| 2023 | Johannes Staune-Mittet   | Darren Rafferty            | Hannes Wilksch      |
| 2024 | Jarno Widar              | Pablo Torres               | Pau Martí           |
| 2025 | Jakob Omrzel             | Luke Tuckwell              | Pavel Novák         |